# トクマク
トクマク (ラテン文字: Tokmok、キルギス語: Токмок - ハンマーを意味する、ロシア語: Токмак、トクモクとも表記される) はキルギス北部のチュイ州にある都市である。2009年時点の人口は約53,087人 (58,000人を超えているというデータもある)。首都ビシュケクからは東に約60km、海抜は816mである。2004年から2006年4月19日まで、トクマクはチュイ州の州都として機能していた。トクマクのすぐ北にはチュイ川が流れ、カザフスタンとの国境がある。
トクマクは1830年頃、コーカンド・ハン国の北の前哨基地として建設された。30年後、トクマクは砦を破壊したロシア人の手に落ちた。現代の町並みは1864年5月13日にロシア人のミハイル・チェルニャエフ大佐の手で建設された。
現代においては、トクマクの街には市としてチュイ州の地区行政機関が置かれている。街はチュイ州のチュイ地区  (地区の行政の中心はトクマクに隣接するチュイにある) に囲まれているが、トクマクはチュイ地区には入っていない。

## 中世の遺産
トクマクは国内の都市の中でも比較的新しく設立された都市であるが、トクマクは多くの中世の征服者によって覇権が争われてきたチュイ渓谷の半ばに位置する。西突厥の首都であったスイアブの遺跡（アク・ベシム）はトクマクから南西に8kmの地点に位置する。クータドゥーグー・ビリクの作者であるユースフ・ハーッス・ハージブ・ベラサグニンはこの地域の出身であると言われている。
トクマクから約15km南方に進んだ地点には11世紀に建設されたブラナの塔があるが、古代の砦の跡は現代では大規模な土の塚が残っているのみである。ソグディアナの人々により設立され、後にはカラ・ハン朝の首都となったこともあるこの場所は古代のベラサグンの都市の跡であると信じられている。古代の墓石とバルバルの大規模石列群がそばにある。遺跡から出土したスキタイの出土品はサンクトペテルブルクとビシュケクの博物館に移送されている。

## 人口統計

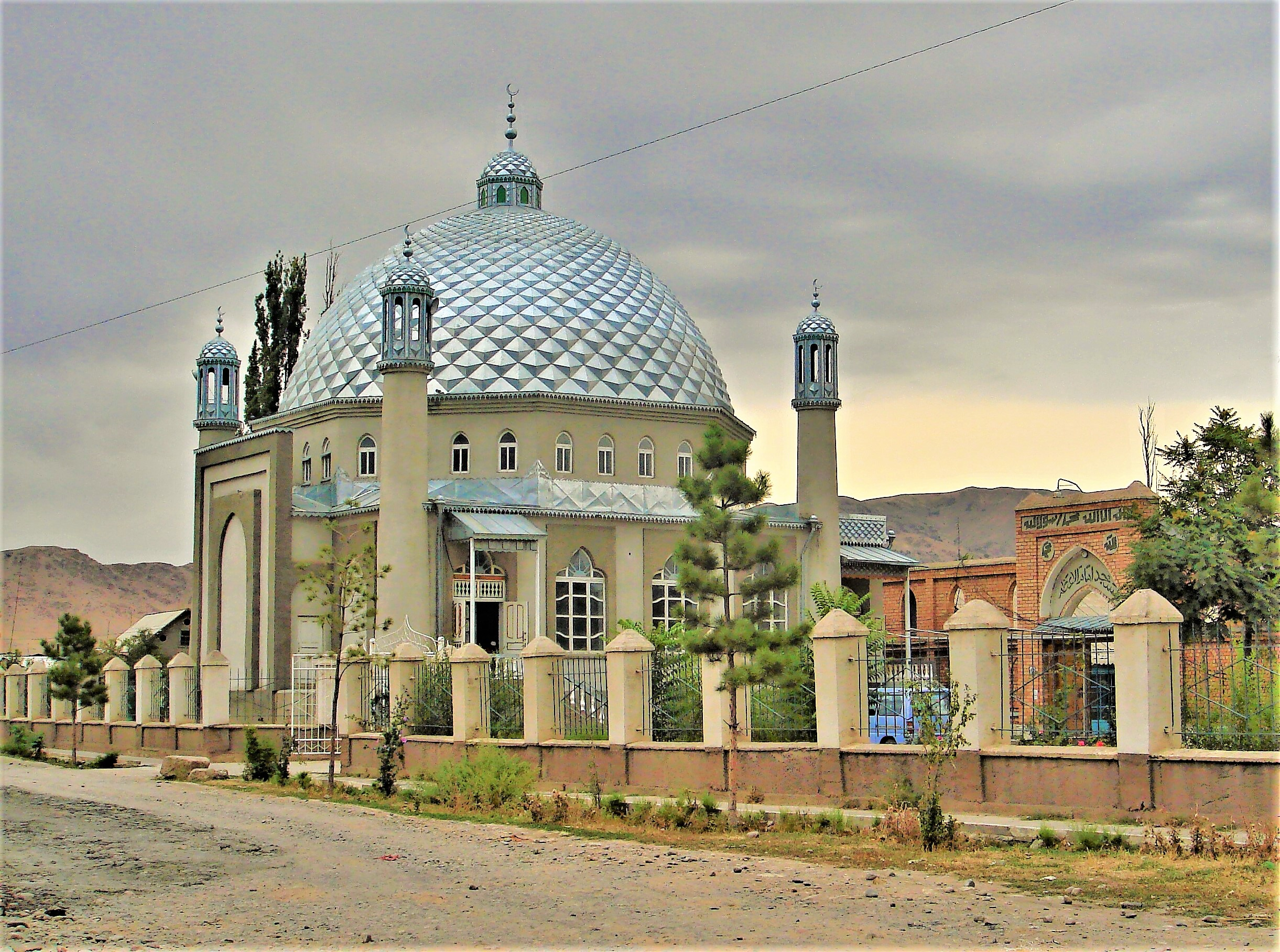
トクマクのモスク

2009年の調査によれば、トクマクの人口は53,087人である。
トクマクの人口はキルギス人が多数派の46.8%だが、ロシア人20.5%、ドンガン人16.5%、ウズベク人8.6%など多民族都市である。

## 工業
ガラス工場のInterglass LLCがトクマクに拠点をおいている。トクマクの工場では1日に約2,800トンの液体ガラスと600トンのガラスが生産されている。年間生産量は20万トンである。現在、ガラス生産の原料は主にロシアとカザフスタンから輸入している。

## 著名な出身人物
- アレクサンデル・コセンコヴ（英語版）, ドイツの短距離種目選手、オリンピック出場
- マイヤ・マネーザ（英語版）, カザフスタンの重量挙げ選手、オリンピック出場
- ジェンギシュベク・ナザラリエフ（英語版）, 薬物更生の専門家 、政治家
- アタナシウス・シュナイダー, カザフスタンのカトリック司教
- アリハーン・トラ, 第2次東トルキスタン共和国の大統領
- ジョハル・ツァルナエフとタメルラン・ツァルナエフ（英語版）, ボストンマラソン爆弾テロ事件の容疑者
- ディミトリー・ビボル, プロボクサー（WBA世界ライトヘビー級王者）
- 李白